# Socorro (Lissabon)
Socorro ist eine ehemalige (Freguesia) im portugiesischen Kreis Lissabon. In ihr lebten 3153 Einwohner (Stand 30. Juni 2011).
Als offizielles Ergebnis einer administrativen Reorganisation Lissabons am 8. November 2012 wurde Socorro Teil der Gemeinde Santa Maria Maior. Historisch und kulturell bemerkenswert in Socorro ist vor allem das ehemalige Maurenviertel Lissabons, die Mouraria.